# 왓 아이 라이크 어바웃 유
《왓 아이 라이크 어바웃 유》(영어: What I Like About You)는 2002년부터 2003년까지 방영된 시트콤이다.